# Bokor Pál
Bokor Pál (Budapest, 1942. május 2. –) magyar író, újságíró, filmesztéta, az Atlantic Press Kiadó igazgató-főszerkesztője. Írói álneve Paul Michael Bush, P. Michael Bush.

## Életrajza
A Radnóti Gimnáziumban érettségizett 1960-ban, és még abban az évben a Magyar Távirati Iroda szerződtette gyakornoknak. Újságíró-iskolát végzett, esztétikát és művészettörténetet tanult Budapesten, illetve Moszkvában.
Az 1970-es és az 1980-as években MTI-tudósítóként dolgozott. Az egyetlen magyar riporter, aki a Szovjetunióról, az Egyesült Államokról és Kínáról is írt irodalmi igényű riportkönyvet, széles panorámát rajzolva a 20. század utolsó negyedéről. A Panda című politikai kalandregénye, mely a nagyhatalmi cinizmus röntgenképe, 1980-ban íródott, de a belügyi hatóságok tilalma miatt csak 1988-ban jelenhetett meg, igaz, ekkor már 110 ezer példányban.
Az utóbbi években rendszeresen fotózik, újonnan megjelenő könyveit saját fényképekkel illusztrálja. A hetvenes és nyolcvanas években készült képei aukciókon szerepelnek.
A rendszerváltozás után érdeklődése a filmezés felé fordult. Forgatókönyveket írt, dokumentumfilmet készített az MTV-nek a ruandai háborúról. Producerként jegyzi a Vademberek című filmet, mely 2001-ben az idegengyűlölet problémáját vetette fel. Megalapította az első magyar független sajtószolgálatot (Atlantic Press), független sajtófotó-ügynökséget szervezett (Ecofotó), megszerkesztette és többször kiadta a magyar filmgyártás eddigi legteljesebb angol nyelvű kézikönyvét (Shoot in Hungary), megszervezte a Magyar Producerek Szövetségét.
Publicistaként a magyar sajtóban elsőként tette közzé Raoul Wallenberg halálának hiteles verzióját, s e cikkeivel 1986-ban elnyerte a MÚOSZ nívódíját. A rendszerváltozás óta pártok melletti elkötelezettség hiányában többnyire csak akkor ír, amikor lelkiismereti kötelességének érzi a megszólalást. Napjainkban főként az Élet és Irodalom hasábjain publikál irodalmi és külpolitikai tárgyú cikkeket. Tucatnyi könyv szerzője. Obama-portrékönyvében fél évvel az amerikai elnökválasztás előtt megírta, milyen körülmények és tulajdonságok teszik teljesen reális lehetőséggé, hogy egy színes bőrű amerikai beköltözzön a Fehér Házba. Eddigi legfontosabb művének A film mint mozgás című filmelméleti munkáját tartja.

## Családja
Elvált, három házasságából négy gyermeke és három unokája van. Gyermekei közül Klára újságíró, Júlia légiutas-kísérő, Márton számítógépes programozó, Kátya balett-táncosnő, jelenleg[mikor?] színésznő Los Angelesben.

### Közéleti tevékenység
1987-89 között A MÚOSZ Ellenőrző Bizottságának alelnöke. 1996-ban kezdeményezte és megszervezte a Magyar Filmesek Első Világtalálkozóját.
2003-ban megszervezte a Magyar Producerek Szövetségét, annak elnökségi tagjává választották, de másfél évvel később az általa szerkesztett Producer című folyóirat 3. számának letiltása miatti tiltakozásául felfüggesztette tagságát. 2004-ben zsűritag volt a Palicsi Nemzetközi Filmfesztiválon.
A Történelmiregény-írók Társasága tiszteletbeli elnöke.

## Művei

### Újságírói tevékenység
Pályafutása során egyebek közt a moszkvai és a reykjavíki szovjet-amerikai csúcstalálkozókról, a szovjet-amerikai közös űrrepülésről, az afganisztáni és az 1979-es kínai–vietnámi háborúról, a ruandai háborúról tudósította a Magyar Távirati Irodát és a MTV TV-Híradót.
A hetvenes években a Magyarország és a Hétfői Hírek, valamint a pozsonyi Új Szó rendszeres szerzője volt, 1985-ben a Magyar Hírlapban kezdett publicisztikákat írni.
1993-ban megvált a Magyar Hírlaptól, de továbbra is jelentetett meg politikai és kulturális tárgyú publicisztikákat a Magyar Hírlap, a Népszava és a 168 óra hasábjain.
Az ezredforduló óta egyebek között a Népszava, a 168 Óra, az Élet és Irodalom, a Könyvjelző és a Hungaricum hasábjain publikál esszéket és publicisztikákat.

### Írói, műfordítói tevékenység

#### Könyvek
- Vlagyivosztok, Kamcsatka, Szahalin (riportkönyv, Kossuth, 1978)
- Egy kínai nyár (riportkönyv, Kossuth, 1980)
- Washington (riportkönyv, Kossuth, 1985) ISBN 963 7262 00 8
- Paul Michael Bush: A Panda (regény, Magvető, 1987)
- Ezüst Malibu (riportkönyv, Gondolat, 1988)
- Shoot in Hungary (a magyar filmipar kézikönyve, Atlantic Press, 1996–2004, I-III. kiadás)
- A siker neve Oscar. Nyolcvan éves az Oscar-díj; Atlantic Press, Budapest, 2007
- Barack Obama szupersztár (Atlantic Press, 2008)
- A siker helye Hollywood – Mozi, művészet, pénz, hatalom (Atlantic Press, 2008)
- A siker titka a sztár – A Hollywood-galaxis állócsillagai (Atlantic Press, 2009)
- Paul Michael Bush: Steph. Stephenie Meyer csodálatos ifjúsága és a Twilight saga; Atlantic Press, Budapest, 2009
- Vilmos és Kate (Atlantic Press, 2011)
- Obama – Az út Honolulutól a Fehér Házig, és mindig tovább... (Atlantic Press, 2010)
- Bokor Pál: Hollywood magyar szemmel. Az Oscar-díj, a stúdiók, a sztárok és a magyarok, akik az egészet kitalálták; 3. bőv. kiad.; Atlantic Press, Budapest, 2014
- A film mint mozgás – Gondolatok a film szépségéről és szabadságáról (Atlantic Press, 2015)
- Az olaj regénye – Így lett és így maradt világhatalom a fekete arany (Atlantic Press 2016)
- New York – Nagyvárosi séták (album és útikönyv, Atlantic Press, 2017)
- Szerelmek tavasza – Beethoven, a Brunszvik-lányok és más szívügyek (Atlantic Press, 2020)
- A Panda. Háború a rizsföldeken; Atlantic Press, Budapest, 2022

#### Műfordítások
- A sátán kutyája (regény, Arthur Conan Doyle, Alexandra, 2007)
- Lady Ligeia (elbeszélés, Edgar Allan Poe, Alexandra, 2007)
- Emily Dickinson versei (Élet és Irodalom, 2007)
- Ari Shavit: Hazám, az ígéret földje (Atlantic Press, 2013)

### Filmes tevékenység

#### Riportfilmek
- Itt kezdődik Amerika (író, producer, rendező, 1983, MTV)
- John Bosco Ruandája (író, producer, rendező, 1994, MTV)
- Tiszta Hollywood (1998, HBO, producer)

#### Játékfilmek
- Vademberek (2001, producer)
- Morfium (2005, producer)

#### Forgatókönyvek
- Báthory Erzsébet szerelmei (dráma, 2002, Pataki Évával)
- A waterlooi győzelem (vígjáték, 2004)

### Filmesztétikai munkája
- A film mint mozgás – gondolatok a modern film esztétikájáról (Atlantic Press, 2015)

### Fotós tevékenység

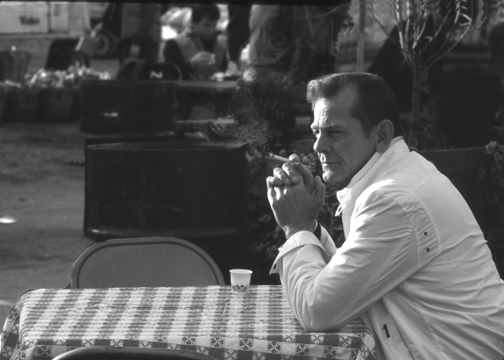
Bokor Pál: Joe

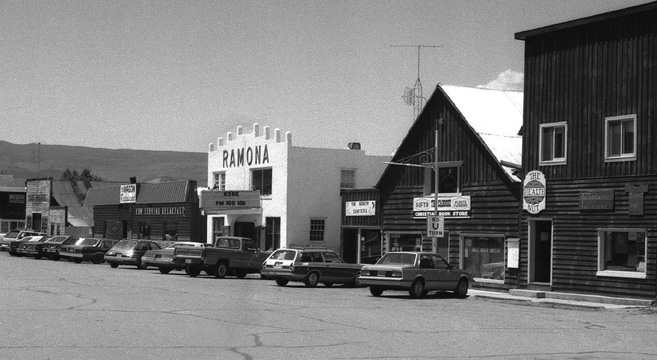
Bokor Pál: Vadnyugat

- Vlagyivosztok, Kamcsatka, Szahalin c. könyv fotóillusztrációi
- Egy kínai nyár – fotóillusztrációk
- Washington – fotóillusztrációk
- A siker helye Hollywood – fotóillusztrációk
- Ezüst Malibu c. könyv fotóillusztrációk

## Díjai, elismerései
- Magyar Televízió nívódíja (1984)
- MUOSZ nívódíj (1986)
- Aranytoll díj (2020)[1]